# Danh sách bài thi trong Dancing with the Stars (Hoa Kỳ - mùa 13)
Dưới đây là tổng kết thống kê về bài hát, điệu nhảy, điểm số và kết quả từng đêm thi của mỗi cặp thí sinh trong mùa giải 14 của Dancing with the Stars Hoa Kỳ.
Lưu ý:
Tên người nổi tiếng bao giờ cũng được ghi trước tên bạn nhảy chuyên nghiệp của họ.
Thành phần Ban giám khảo theo thứ tự từ trái qua phải: Carrie Ann Inaba, Len Goodman, Bruno Tonioli
Ký hiệu:
     Người chiến thắng cuộc thi (tuần 10).
     Người về nhì cuộc thi (tuần 10).
     Người về ba cuộc thi (tuần 10).
     Bài nhảy này được Ban giám khảo mời trình diễn lại (từ tuần 4 đến 9).
     Trình diễn nhưng không chấm điểm.
     Cặp thí sinh an toàn.
     Cặp thí sinh trong nhóm nguy hiểm nhưng được an toàn.
     Cặp thí sinh cuối cùng được gọi tên an toàn.
     Cặp thí sinh bị loại của tuần.
Số màu đỏ là điểm thấp nhất của mỗi phần thi.
Số màu xanh là điểm cao nhất của mỗi phần thi.
Số màu đen in đậm được in cho tất cả cặp thí sinh khi điểm của họ bằng nhau trong phần thi.

## Các cặp thí sinh

### Ron Artest(Metta World Peace)&Peta Murgatroyd
Điểm trung bình: 14.0
| Tuần | Điệu nhảy   | Âm nhạc                             | Điểm số                             | Điểm số                             | Điểm số                             | Tổng điểm                           | Tổng điểm                           | Kết quả                             |
| Tuần | Điệu nhảy   | Âm nhạc                             | Carrie Ann                          | Len                                 | Bruno                               | Phần thi                            | Đêm thi                             | Kết quả                             |
| 1    | Cha-Cha-Cha | "Krazy"—Pitbull hợp tác với Lil Jon | 5                                   | 4                                   | 5                                   | 14                                  | 14                                  | Đứng thứ 12                         |
| 10   | Cha-Cha-Cha | "Krazy"—Pitbull hợp tác với Lil Jon | "Krazy"—Pitbull hợp tác với Lil Jon | "Krazy"—Pitbull hợp tác với Lil Jon | "Krazy"—Pitbull hợp tác với Lil Jon | "Krazy"—Pitbull hợp tác với Lil Jon | "Krazy"—Pitbull hợp tác với Lil Jon | "Krazy"—Pitbull hợp tác với Lil Jon |

### Elisabetta Canalis&Valentin Chmerkovskiy
Điểm trung bình: 18.0
| Tuần | Điệu nhảy   | Âm nhạc                                   | Điểm số                                   | Điểm số                                   | Điểm số                                   | Tổng điểm                                 | Tổng điểm                                 | Kết quả                                   |
| Tuần | Điệu nhảy   | Âm nhạc                                   | Carrie Ann                                | Len                                       | Bruno                                     | Phần thi                                  | Đêm thi                                   | Kết quả                                   |
| 1    | Cha-Cha-Cha | "Last Friday Night (T.G.I.F.)"—Katy Perry | 5                                         | 5                                         | 5                                         | 15                                        | 15                                        |                                           |
| 2    | Quickstep   | "Don't Get Me Wrong"—The Pretenders       | 7                                         | 7                                         | 7                                         | 21                                        | 21                                        | Đứng thứ 11                               |
| 10   | Cha-Cha-Cha | "Last Friday Night (T.G.I.F.)"—Katy Perry | "Last Friday Night (T.G.I.F.)"—Katy Perry | "Last Friday Night (T.G.I.F.)"—Katy Perry | "Last Friday Night (T.G.I.F.)"—Katy Perry | "Last Friday Night (T.G.I.F.)"—Katy Perry | "Last Friday Night (T.G.I.F.)"—Katy Perry | "Last Friday Night (T.G.I.F.)"—Katy Perry |

### Kristin Cavallari&Mark Ballas
Điểm trung bình: 21.7
| Tuần | Điệu nhảy   | Âm nhạc                                            | Điểm số                          | Điểm số                          | Điểm số                          | Tổng điểm                        | Tổng điểm                        | Kết quả                          |
| Tuần | Điệu nhảy   | Âm nhạc                                            | Carrie Ann                       | Len                              | Bruno                            | Phần thi                         | Đêm thi                          | Kết quả                          |
| 1    | Cha-Cha-Cha | "Dynamite"—Taio Cruz                               | 7                                | 6                                | 6                                | 19                               | 19                               |                                  |
| 2    | Quickstep   | "Diamonds Are a Girl's Best Friend"—Marilyn Monroe | 8                                | 7                                | 7                                | 22                               | 22                               |                                  |
| 3    | Samba       | "Crazy in Love"—Beyonce hợp tác với Jay-Z          | 8                                | 8                                | 8                                | 24                               | 24                               | Đứng thứ 10                      |
| 10   | Jive        | "Long Tall Sally"—Little Richard                   | "Long Tall Sally"—Little Richard | "Long Tall Sally"—Little Richard | "Long Tall Sally"—Little Richard | "Long Tall Sally"—Little Richard | "Long Tall Sally"—Little Richard | "Long Tall Sally"—Little Richard |

### Chynna Phillips&Tony Dovolani
Điểm trung bình: 22.5
| Tuần | Điệu nhảy      | Âm nhạc                                        | Điểm số                                        | Điểm số                                        | Điểm số                                        | Tổng điểm                                      | Tổng điểm                                      | Kết quả                                        |
| Tuần | Điệu nhảy      | Âm nhạc                                        | Carrie Ann                                     | Len                                            | Bruno                                          | Phần thi                                       | Đêm thi                                        | Kết quả                                        |
| 1    | Viennese Waltz | "If I Ain't Got You"—Alicia Keys               | 8                                              | 7                                              | 7                                              | 22                                             | 22                                             |                                                |
| 2    | Jive           | "The Boy Does Nothing"—Alesha Dixon            | 7                                              | 7                                              | 7                                              | 21                                             | 21                                             |                                                |
| 3    | Rumba          | "Hold On"—Wilson Phillips                      | 8                                              | 9                                              | 9                                              | 26                                             | 26                                             |                                                |
| 4    | Tango          | "Theme from Mission: Impossible"—Lalo Schifrin | 7                                              | 7                                              | 7                                              | 21                                             | 21                                             | Đứng thứ 9                                     |
| 10   | Tango          | "Theme from Mission: Impossible"—Lalo Schifrin | "Theme from Mission: Impossible"—Lalo Schifrin | "Theme from Mission: Impossible"—Lalo Schifrin | "Theme from Mission: Impossible"—Lalo Schifrin | "Theme from Mission: Impossible"—Lalo Schifrin | "Theme from Mission: Impossible"—Lalo Schifrin | "Theme from Mission: Impossible"—Lalo Schifrin |

### Carson Kressley&Anna Trebunskaya
Điểm trung bình: 19.4
| Tuần | Điệu nhảy                        | Âm nhạc | Điểm số         | Điểm số         | Điểm số         | Tổng điểm       | Tổng điểm       | Kết quả         |
| Tuần | Điệu nhảy                        | Âm nhạc | Carrie Ann      | Len             | Bruno           | Phần thi        | Đêm thi         | Kết quả         |
| 1    | Cha-Cha-Cha                      | "Moves Like Jagger"—Maroon 5 hợp tác với Christina Aguilera                                                  | 6               | 5               | 6               | 17              | 17              |                 |
| 2    | Quickstep                        | "Walkin' Back to Happiness"—Helen Shapiro                                                                    | 6               | 6               | 6               | 18              |                 |                 |
| 3    | Tango                            | "It's My Life"—No Doubt                                                                                      | 8               | 7               | 8               | 23              | 23              |                 |
| 4    | Viennese Waltz                   | "The Black Pearl"—Klaus Badelt và Hans Zimmer trong phim Cướp biển vùng Caribe: Lời nguyền tàu Ngọc Trai Đen | 7               | 6               | 7               | 20              | 20              |                 |
| 5    | Jive                             | "Wake Me Up Before You Go Go"—Wham!                                                                          | 6               | 6               | 7               | 19              | 19              | Đứng thứ 8      |
| 10   | Cha-Cha-Cha (với Nhóm nhảy DWTS) | "Vogue"—Madonna                                                                                              | "Vogue"—Madonna | "Vogue"—Madonna | "Vogue"—Madonna | "Vogue"—Madonna | "Vogue"—Madonna | "Vogue"—Madonna |

### Chaz Bono&Lacey Schwimmer
Điểm trung bình: 18.8
| Tuần | Điệu nhảy                       | Âm nhạc                                                                                    | Điểm số                    | Điểm số                    | Điểm số                    | Tổng điểm                  | Tổng điểm                  | Kết quả                    |
| Tuần | Điệu nhảy                       | Âm nhạc                                                                                    | Carrie Ann                 | Len                        | Bruno                      | Phần thi                   | Đêm thi                    | Kết quả                    |
| 1    | Cha-Cha-Cha                     | "Dancing in the Street"—Martha & the Vandellas                                             | 6                          | 5                          | 6                          | 17                         | 17                         |                            |
| 2    | Quickstep                       | "Love Is All Around"—Joan Jett & the Blackhearts                                           | 6                          | 5                          | 6                          | 17                         | 17                         |                            |
| 3    | Rumba                           | "Laugh at Me"—Sonny Bono                                                                   | 6                          | 6                          | 6                          | 18                         | 18                         |                            |
| 4    | Paso Doble                      | "Gonna Fly Now"—Bill Conti trong phim Rocky                                                | 7                          | 7                          | 7                          | 21                         | 21                         |                            |
| 5    | Samba                           | "Get Down on It"—Kool & the Gang                                                           | 7                          | 7                          | 7                          | 21                         | 21                         |                            |
| 6    | Tango                           | "The Phantom of the Opera"—Andrew Lloyd Webber trong vở nhạc kịch The Phantom of the Opera | 7                          | 6                          | 6                          | 19                         | 19                         | Đứng thứ 7                 |
| 10   | Freestyle (với Buddy Schwimmer) | "Big and Chunky"—Will.i.am                                                                 | "Big and Chunky"—Will.i.am | "Big and Chunky"—Will.i.am | "Big and Chunky"—Will.i.am | "Big and Chunky"—Will.i.am | "Big and Chunky"—Will.i.am | "Big and Chunky"—Will.i.am |

### David Arquette&Kym Johnson
Điểm trung bình: 22.3
| Tuần | Điệu nhảy                                       | Âm nhạc                                                                       | Điểm số                                                                       | Điểm số                                                                       | Điểm số                                                                       | Tổng điểm                                                                     | Tổng điểm                                                                     | Kết quả                                                                       |
| Tuần | Điệu nhảy                                       | Âm nhạc                                                                       | Carrie Ann                                                                    | Len                                                                           | Bruno                                                                         | Phần thi                                                                      | Đêm thi                                                                       | Kết quả                                                                       |
| 1    | Viennese Waltz                                  | "Somebody to Love"—Queen                                                      | 6                                                                             | 6                                                                             | 6                                                                             | 18                                                                            | 18                                                                            |                                                                               |
| 2    | Jive                                            | "Runaway Baby"—Bruno Mars                                                     | 6                                                                             | 6                                                                             | 6                                                                             | 18                                                                            | 18                                                                            |                                                                               |
| 3    | Rumba                                           | "O-o-h Child"—Five Stairsteps                                                 | 8                                                                             | 8                                                                             | 8                                                                             | 24                                                                            | 24                                                                            |                                                                               |
| 4    | Paso Doble                                      | "The Raiders March"—John Williams trong phim Raiders of the Lost Ark          | 8                                                                             | 7                                                                             | 8                                                                             | 23                                                                            | 23                                                                            |                                                                               |
| 5    | Tango                                           | "Tainted Love"—Soft Cell                                                      | 8                                                                             | 9                                                                             | 8                                                                             | 25                                                                            | 25                                                                            |                                                                               |
| 6    | Quickstep                                       | "We Go Together"—John Travolta & Olivia Newton-John trong vở nhạc kịch Grease | 8                                                                             | 7                                                                             | 8                                                                             | 23                                                                            | 23                                                                            |                                                                               |
| 7    | Cha-Cha-Cha                                     | "Abracadabra"—Steve Miller Band                                               | 8                                                                             | 8                                                                             | 8                                                                             | 24                                                                            | 47                                                                            | Đứng thứ 6                                                                    |
| 7    | Đội Tango (với J.R & Karina và Nancy & Tristan) | "Disturbia"—Rihanna                                                           | 8                                                                             | 7                                                                             | 8                                                                             | 23                                                                            | 47                                                                            | Đứng thứ 6                                                                    |
| 10   | Quickstep (với Nhóm nhảy DWTS)                  | "We Go Together"—John Travolta & Olivia Newton-John trong vở nhạc kịch Grease | "We Go Together"—John Travolta & Olivia Newton-John trong vở nhạc kịch Grease | "We Go Together"—John Travolta & Olivia Newton-John trong vở nhạc kịch Grease | "We Go Together"—John Travolta & Olivia Newton-John trong vở nhạc kịch Grease | "We Go Together"—John Travolta & Olivia Newton-John trong vở nhạc kịch Grease | "We Go Together"—John Travolta & Olivia Newton-John trong vở nhạc kịch Grease | "We Go Together"—John Travolta & Olivia Newton-John trong vở nhạc kịch Grease |

### Nancy Grace&Tristan MacManus
Điểm trung bình: 21.3
| Tuần | Điệu nhảy                      | Âm nhạc                                                                                          | Điểm số                                                                       | Điểm số                                                                       | Điểm số                                                                       | Tổng điểm                                                                     | Tổng điểm                                                                     | Kết quả                                                                       |
| Tuần | Điệu nhảy                      | Âm nhạc                                                                                          | Carrie Ann                                                                    | Len                                                                           | Bruno                                                                         | Phần thi                                                                      | Đêm thi                                                                       | Kết quả                                                                       |
| 1    | Cha-Cha-Cha                    | "Cry Baby"—Cee Lo Green                                                                          | 5                                                                             | 5                                                                             | 6                                                                             | 16                                                                            | 16                                                                            |                                                                               |
| 2    | Quickstep                      | "It Don't Mean a Thing (If It Ain't Got That Swing)"—The Andrews Sisters                         | 6                                                                             | 8                                                                             | 7                                                                             | 21                                                                            | 21                                                                            |                                                                               |
| 3    | Waltz                          | "Moon River"—Andy Williams                                                                       | 7                                                                             | 7                                                                             | 7                                                                             | 21                                                                            | 21                                                                            |                                                                               |
| 4    | Paso Doble                     | "Flash's Theme"—Queen                                                                            | 7                                                                             | 7                                                                             | 7                                                                             | 21                                                                            | 21                                                                            |                                                                               |
| 5    | Rumba                          | "True"—Spandau Ballet                                                                            | 7                                                                             | 7                                                                             | 8                                                                             | 22                                                                            | 22                                                                            |                                                                               |
| 6    | Foxtrot                        | "Always Look on the Bright Side of Life"—Monty Python trong vở nhạc kịch Monty Python's Spamalot | 9                                                                             | 7                                                                             | 8                                                                             | 24                                                                            | 24                                                                            |                                                                               |
| 7    | Jive                           | "The Devil Went Down to Georgia"—Charlie Daniels Band                                            | 7                                                                             | 7                                                                             | 7                                                                             | 21                                                                            | 44                                                                            |                                                                               |
| 7    | Tango                          | "Disturbia"—Rihanna                                                                              | 8                                                                             | 7                                                                             | 8                                                                             | 23                                                                            | 44                                                                            |                                                                               |
| 10   | Quickstep (với Nhóm nhảy DWTS) | "We Go Together"—John Travolta & Olivia Newton-John trong vở nhạc kịch Grease                    | "We Go Together"—John Travolta & Olivia Newton-John trong vở nhạc kịch Grease | "We Go Together"—John Travolta & Olivia Newton-John trong vở nhạc kịch Grease | "We Go Together"—John Travolta & Olivia Newton-John trong vở nhạc kịch Grease | "We Go Together"—John Travolta & Olivia Newton-John trong vở nhạc kịch Grease | "We Go Together"—John Travolta & Olivia Newton-John trong vở nhạc kịch Grease | "We Go Together"—John Travolta & Olivia Newton-John trong vở nhạc kịch Grease |